# 꽃신

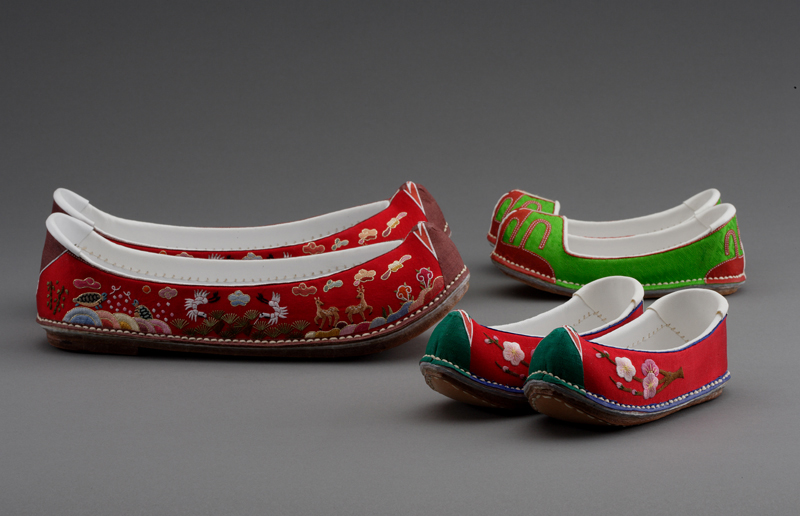
꽃신

꽃신은 모양이나 여러 가지 빛깔로 곱게 꾸민 한국의 전통 신발을 말한다. 주로 어린아이나 여자들이 신는다. 제작 방식은 베를 여러겹 겹친 뒤, 그 위에 간단한 무늬가 있는 비단을 두른다. 그 후에 색실로 꽃과 대나무, 나비 등을 수놓아 완성한다. 